# لوغان بولسين
لوغان بولسين (بالإنجليزية: Logan Paulsen)‏ هو لاعب كرة قدم أمريكية أمريكي، ولد في 26 فبراير 1987 في Northridge, Los Angeles ‏ في الولايات المتحدة.

## وصلات خارجية
- لوغان بولسين على موقع مرجع كرة القدم المحترفة.كوم (الإنجليزية)